# Kasihan (distrikt)
Kasihan är ett distrikt (kecamatan) i Indonesien.   Det ligger i provinsen Yogyakarta, i den västra delen av landet, 400 km öster om huvudstaden Jakarta.